# Биюк Хамам
Биюк Хамам, Биюк-хамам — ныне утерянный комплекс бань постройки времён позднего Крымского ханства в средневековом Карасубазаре на западном берегу реки Биюк-Карасу. Пришли в негодность и в советское время были снесены.
Как объект архитектуры исследовались в середине 1920-х годов экспедицией под руководством архитектора и реставратора Б. Н. Засыпкина и Научной экспедиции по изучению татарской культуры под руководством У. А. Боданинского.

## История
К началу 20-го века сохранилось нескольких бань позднесредневекового Карасубазара: Биюк-хамам, Гёк-хамам и Чай-хамам. Точная локализация сейчас затруднена. Например, Биюк-хамам по фото локализуется примерно в районе улиц Каштановой и моста через Биюк-Карасу на улице Грибоедова.

Как объект архитектуры исследовались в середине 1920-х годов экспедицией под руководством архитектора и реставратора Б. Н. Засыпкина и Научной экспедиции по изучению татарской культуры под руководством У. А. Боданинского. Работа экспедиции сопровождалась прорисовкой элементов и фотофиксацией, благодаря чему можно составить впечатление о виде памятников.

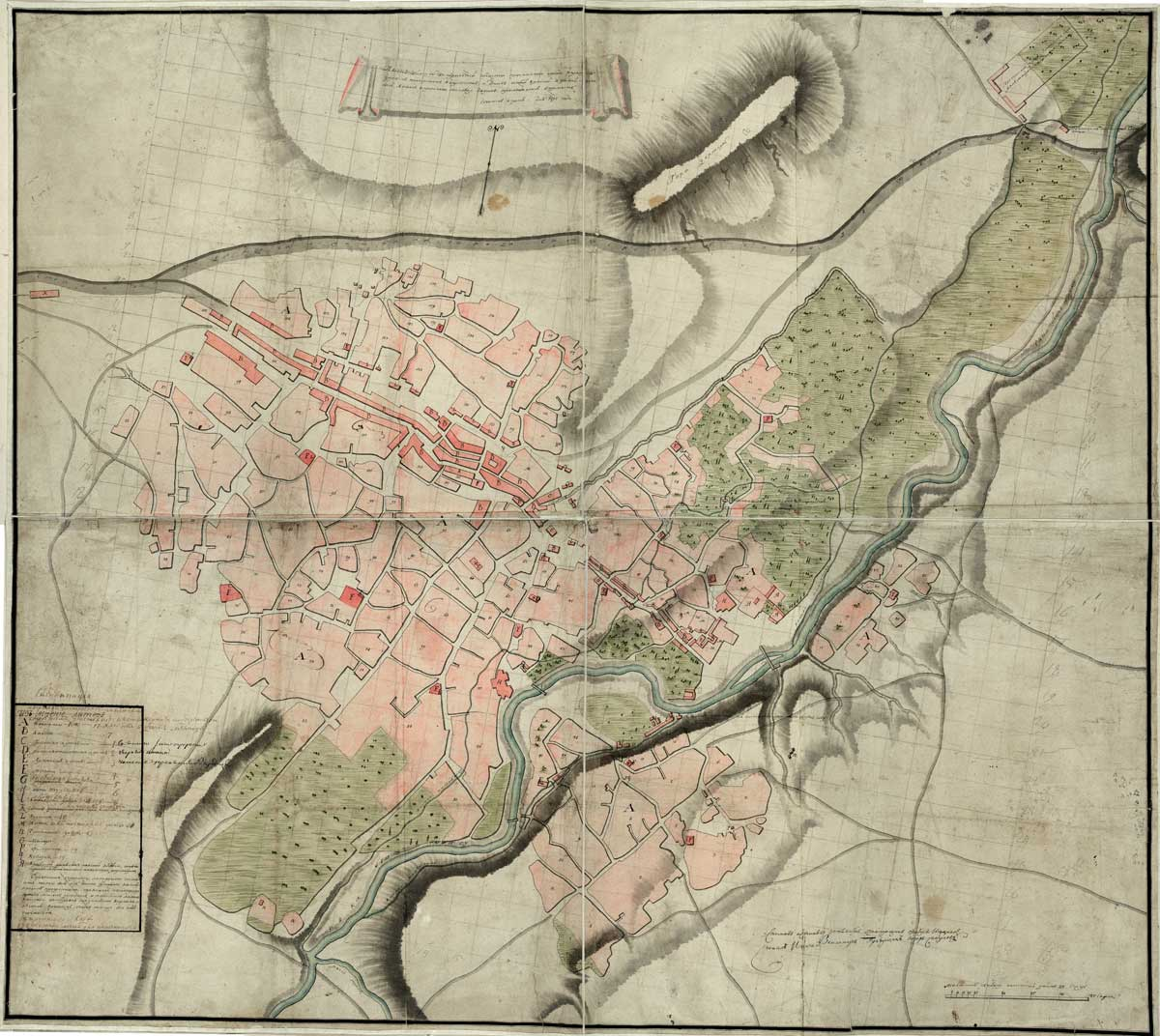
Комплекс бань отражён на плане Карасубазара 1797 года, на западном берегу у моста
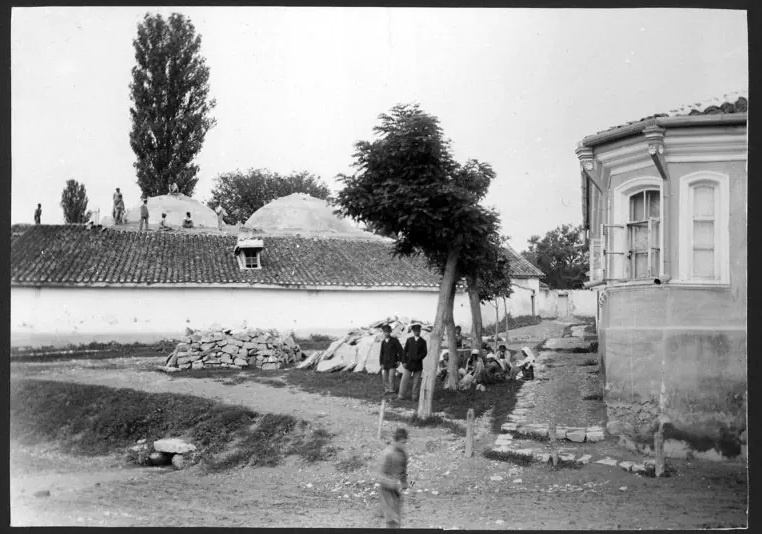
Карасубазар, бани, 1897 год. Комплекс находится в хорошем состоянии, исторические здания обнесены более поздней пристройкой с глухой стеной.
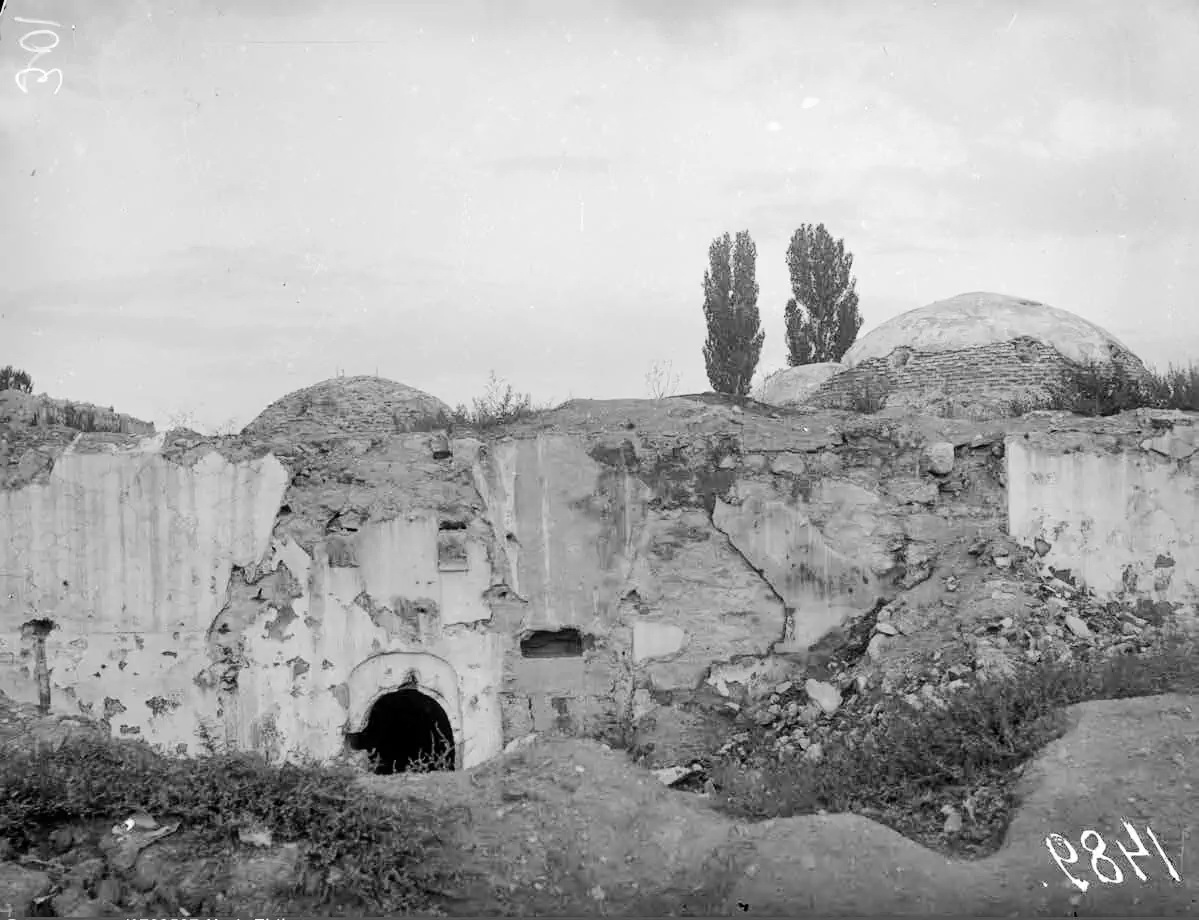
Биюк-хамам. Южный фасад. 1926
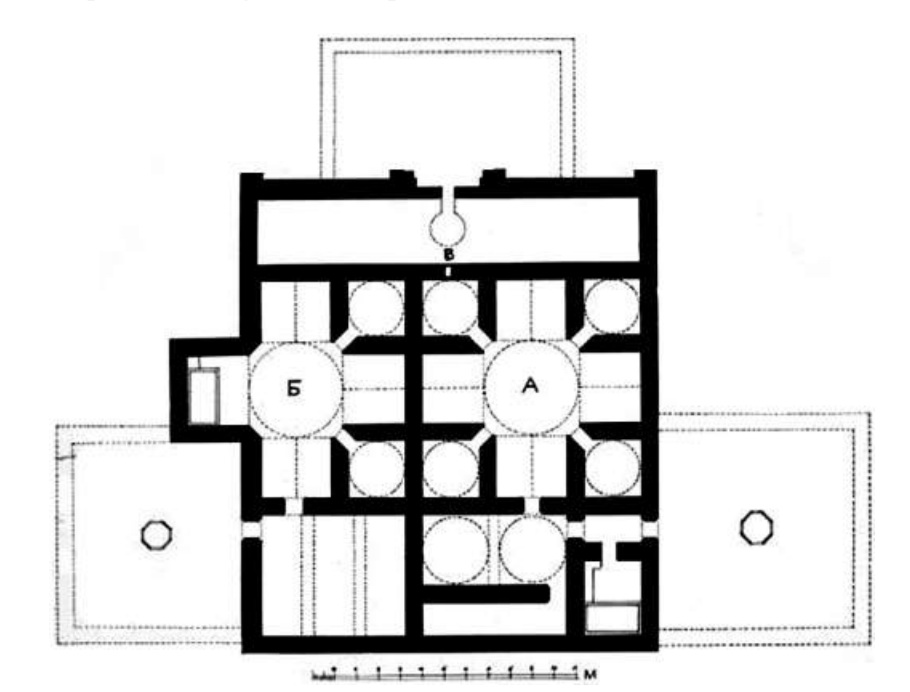
План бань Биюк-хамам. Бумага, тушь. 1926 год. Автор Б. Н. Засыпкин[1].

К 1920-м годам баня Биюк-хамам уже находилась в руинированном состоянии. 12-15 августа 1926 года комиссией в составе Б. Н. Засыпкина, У. А. Боданинского и смотрителя памятников Карасубазарского района А. Г. Шейх-Заде был произведен осмотр памятников Карасубазара. В акте указывалось, что «ввиду весьма доступного вхождения на крыши и внутри, интересное сооружение быстро разрушается и загрязняется». Предполагалось оградить участок бани колючей проволокой протяжением 100 м. Для прекращения доступа внутрь Чай-хамам, «устроить две решетчатые железные двери и заложить камнем один пробитый проем».
Неизвестно, были ли выполнены данные рекомендации по охране, но к 1960 годам все памятники уже были полностью утеряны.

## Архитектура
Биюк-хамам была возведена по классическому канону турецких бань. Состояла из двух симметричных комплексов банных залов (мужского и женского). Каждая часть включала в себя предбанник, залу для раздевания и отдыха в которой имелся орнаментированный фонтан на восьмигранном основании и небольшие комнаты для мытья. Из предбанника мужской части дверной проем вел в коридор, слева располагалось помещение с резервуаром для холодной воды, прямо — помещение, перекрытое двумя куполами. Из последнего можно было попасть в центральное крестообразное помещение, по углам которого размещались четыре банных кабинки. Для естественного освещения своды имели проемы шестигранной и круглой формы.
Обе части соединялись помещением-котельной. Под резервуаром для горячей воды располагалась печь и углубление прямоугольной формы для хранения запасов топлива. Теплый воздух обогревал помещения по пяти каналам: два из них проходили под емкостью для воды, три под каменными полами.
Помещение котельной было перекрыто полуцилиндрическим сводом, стены покрыты крепкой водонепроницаемой штукатуркой, составленной из известкового раствора с добавлением кирпичной крошки. Стены сложены из бутового камня, с обеих сторон оштукатурены. Своды и арки выложены из обожженного кирпича размером 3x13x30 см на известковом растворе с примесью крупной кирпичной крошки.

## В искусстве
Крупную серию акварелей посвятил памятникам архитектуры Карасубазара крымский художник К. Ф. Богаевский. В «карасубазарском» цикле работ К. Ф. Богаевского выявлено 11 акварелей средневековых бань города. Работы хранятся в фондах Феодосийской картинной галереи им. И. К. Айвазовского (10 акварелей) и Симферопольского художественного музея (1 акварель).